# كوهران (مازو)
کوهران (بالفارسية: کوهران) هي قرية تقع في قسم مازو الريفي، بمقاطعة أنديمشك التابعة لمحافظة خوزستان، إيران. يقدر عدد سكانها بـ 43 نسمة حسب الإحصاء السكاني الذي تمّ في عام 2006.